# Erosi Mandzjgaladze-stadion
Erosi Mandzjgaladze-stadion är en stadion i staden Samtredia, Georgien. Stadion används främst för fotbollsmatcher, och är fotbollsklubben FC Samtredias hemmastadion. Stadion har en kapacitet på 15 000 åskådare.